# 42 v.Chr.

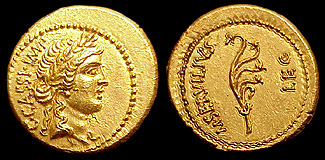
Gaius Cassius Longinus

Het jaar 42 v.Chr. is een jaartal in de 1e eeuw v.Chr. volgens de christelijke jaartelling.

## Gebeurtenissen

### Italië
- Begin van de Derde Burgeroorlog: Een Romeins expeditieleger (28 legioenen) onder bevel van Octavianus Caesar en Marcus Antonius steekt vanuit Brundisium de Adriatische Zee over naar Griekenland.
- Marcus Junius Brutus belegert in Lycië de vestingstad Xanthus, de inwoners bieden verbeten weerstand. Na een heroïsche zelfmoord van de Xanthiërs wordt de stad ingenomen en verwoest.
- Herfst - Marcus Brutus en Gaius Cassius Longinus steken bij Abydus met een Romeins leger (17 legioenen) de Hellespont over. De Republikeinen marcheren langs de Via Egnatia naar Philippi.
- Slag bij Philippi: Het Romeinse leger (± 40.000 man) onder bevel van Marcus Brutus verslaat Octavianus en slaat op de vlucht. Marcus Antonius breekt door de fortificaties en verovert het legerkamp van Cassius. Deze pleegt zelfmoord in de veronderstelling dat Brutus ook verslagen is.
- De Republikeinse vloot (130 schepen) onder bevel van Gnaius Domitius Ahenobarbus vernietigt de transportschepen van de Triumvirs in de Adriatische Zee.
- De Romeinen (16 legioenen) onder bevel van Marcus Antonius en Octavianus verslaan Brutus in de tweede veldslag bij Philippi en vlucht de nabijgelegen heuvels in. De volgende dag pleegt hij zelfmoord, zijn levenloze lichaam wordt uit respect bedekt met een purperen mantel.
- Gaius Julius Caesar Octavianus keert terug naar Rome en wordt belast met de taak om ± 40.000 veterani land te bezorgen door confiscatie in Gallië en Italia.
- De Povlakte wordt ingelijfd bij de Romeinse Republiek.

## Geboren
- Marcus Claudius Marcellus (~42 v.Chr. - ~23 v.Chr.), praetor en neef van Gaius Julius Caesar Octavianus (Augustus)
- 16 oktober - Tiberius Claudius Nero, princeps en keizer van het Romeinse Keizerrijk (overleden 37)

## Overleden
- Gaius Antonius Hybrida (~106 v.Chr. - ~42 v.Chr.), Romeins consul en staatsman (64)
- Gaius Cassius Longinus (~87 v.Chr. - ~42 v.Chr.), Romeins veldheer en een van de samenzweerders tegen Julius Caesar (45)
- Marcus Junius Brutus (~85 v.Chr. - ~42 v.Chr.), Romeins senator en een van de samenzweerders tegen Julius Caesar (43)
- Porcia Catonis (~70 v.Chr. - ~42 v.Chr.), dochter van Marcus Porcius Cato (28)
- Servilia Caepionis (~107 v.Chr. - ~42 v.Chr.), minnares van Julius Caesar